# Celeus occidentalis
Celeus occidentalis är en fågel i familjen hackspettar inom ordningen hackspettartade fåglar. Den betraktas i allmänhet som underart till svartbröstad hackspett (Celeus torquatus), men har getts artstatus av Birdlife International och IUCN. Fågeln förekommer i sydöstra Colombia, Amazonområdet i Brasilien samt norra Bolivia. Den placeras i hotkategorin livskraftig.